# UFO: Enemy Unknown
UFO: Enemy Unknown (v Severní Americe vydáno jako X-COM: UFO Defense) je počítačová hra vytvořená firmou MicroProse Software a vydaná v roce 1994. Bývá hodnocena jako jedna z nejlepších her ve své kategorii a všech dob vůbec. Skládá se ze dvou části: náplní první je správa základen X-COM, druhou je řízení bojových operací jednotek této organizace. UFO: Enemy Unknown je první hra ze série X-COM a volně na ni navazuje X-COM: Terror from the Deep.

## Příběh
Příběh začíná tím, že na mnoha místech Země jsou spatřena UFO a hlášeny únosy lidí mimozemšťany a terorismus. Mnohé státy se pokusí této hrozbě čelit vlastními silami, ale neúspěšně. Proto se v roce 1998 koná v Ženevě konference, na níž je založena organizace X-COM (zkratka z anglického eXtra-terrestrial COMbat unit). V lednu 1999 je zprovozněna první základna X-COM a tím začíná období, které bude později nazýváno jako „první válka s cizáky“. (Zde začíná vlastní hra.)
Stovky UFO byly sestřeleny, ale vojska, která měla prozkoumat místa havárie, utrpěla velké ztráty. Mnoho velkoměst bylo terorizováno cizáky a dokonce byly odhaleny základny, které si cizáci stavěli přímo na Zemi. Z havarovaných UFO byly ovšem získány cenné poznatky a technologie. Cizáci několika druhů byli zajati a vyslýcháni; jejich technologie byla zreprodukována a použita vojáky X-COM.
Později došlo k velkému průlomu: bylo odhaleno, kde leží hlavní základna cizáckých sil. Byly do ní vyslány mohutně vyzbrojené síly X-COM a dokázaly zničit cizácký mozek, který zřejmě byl zodpovědný za řízení všech operací. Krátce předtím, než základna byla zničena, z ní ale byl vypuštěn záhadný paprsek…

## Princip hry
Hráč je v roli absolutního vládce organizace X-COM, která má za úkol chránit zemi před mimozemskými cizáky (takto české titulky pro hru překládají slovo aliens). Hra je rozdělena na dvě části, ekonomicko-budovatelskou a bojovou, která se skládá z tahů.

### Budovatelská část
Hráč na začátku vidí mapu zeměkoule s polohami svých a nepřátelských základen, stíhaček a odhalených UFO, včetně UFO sestřelených a těch, které přistály. Tempo hry je možné měnit šesti tlačítky, přičemž v důležitých momentech se hra zastaví a nabídne pokračování stávajícího nebo přechod do nejpomalejšího režimu. Hráč si zde také může vyvolat grafy, přehled financování, nastavení hry, a seznam vyzkoumaných technologií a předmětů. Hlavním a nejpoužívanějším tlačítkem je základna.
Pro chod celé organizace jsou potřeba peníze, které se hlavně z počátku hry získávají od členských států, proto je důležité sestřelovat dostatek UFO, aby byly tyto státy s činností X-COM spokojené. V pozdější fázi hry je možné ukořistěné věci prodávat a podstatně si přilepšit.

#### Základna
Základna je nejdůležitějším místem ve hře, X-COM jich může mít až osm. Odtud jsou koordinovány výpady proti cizáckým strojům, řízen výzkum nebo konstrukce nových zbraní a stíhaček. Základnu je ovšem nutné v průběhu času rozšiřovat, stavět nové laboratoře pro vědce, dílny pro inženýry, obytné buňky pro personál, radarový systém pro detekci UFO a obranné systémy proti případným útokům. Velikost každé základny je omezena na 6x6 polí.

#### Výzkum a výroba
Výzkum je důležitý proto, že soudobá pozemská technika (např. puška) je ve srovnání s technologií cizáků nedostatečná. Některé věci lze zkoumat kdykoli (laserové zbraně, lékárnička, detektor pohybu), ovšem většinu předmětů lze „vynalézt“ jedině tak, že příslušný artefakt vojáci vezmou pobitým cizákům a vědci jej prozkoumají. Inženýři pak mohou tyto věci vyrábět a vojáci je použijí v boji. Bez některých vynálezů se hra nedá dohrát. Průzkumem vybavení UFO se lze též dozvědět o způsobu života cizáků a také tělesných a psychických vlastnostech jednotlivých druhů (ras). Některé z těchto ras vymysleli autoři hry, jiné jsou převzaté. Každý cizák má určitou odolnost proti různým druhům zbraní, a jiné specifické vlastnosti (rychlost pohybu, druh útoků, psychické dispozice atd).

#### Výslech cizáků
Je klíčovou částí hry, protože některé typy informací lze získat pouze od nich, včetně umístění cizácké hlavní základny. Každá cizácká loď má svůj účel, mezi které patří:
- Cizácká infiltrace - pokus infiltrovat do vlády klony cizáků, které vypadají jako lidé, aby tento stát přestal podporovat X-COM.
- Cizácká odveta - snaha najít základnu X-COM, pak u ní vysadit vojáky a zlikvidovat ji.
- Cizácké únosy - únosy lidí za účelem zmrzačujících experimentů.
- Cizácká sklizeň - únosy dobytka, který slouží cizákům jako potrava.
- Cizácký teror - cizáci přepadnou město a střílejí jeho obyvatele. Pokud tomu X-COM nezabrání, spokojenost daného státu s X-COM a jeho finanční podpora výrazně poklesne.
- Stavba cizácké základny – i cizáci mají své základny, ze kterých řídí všechny předcházející akce. Její dobytí jednotkami X-COM je těžké, ale přináší spoustu bodů a technologií.

## Bojová část

### Letecké souboje
Před tím, než je možné se s cizáky utkat v poli, je nutné zastihnout UFO na zemi nebo ho sestřelit. Zpočátku jsou k dispozici pouze obyčejné stíhačky a lehká transportní loď, postupem času však vědecký výzkum umožní výrobu mnohem rychlejších a silnějších strojů, které mohou úspěšně napadat i velká UFA.
Když radar zachytí UFO, hráč proti němu vyšle letoun, který se jej pokusí dohnat a následně sestřelit. Celý souboj může hráč ovlivnit pouze tím, že mění druh útok v závislosti na tom, jaké zbraně stíhačka nese. Čím je nepřátelská loď větší, tím silnější zbraně má a více poškození vydrží.

### Pozemní útok
Poté, co loď s vojáky dorazí na místo střetnutí, se hra přepne do tahového módu. Ještě před začátkem akce hráč vyzbrojí a vybaví své vojáky, ale může použít jen to, co si s sebou na misi vzal. Tento boj můžete vyhrát tak, že zabijete nebo omráčíte všechny cizáky a prohráváte pokud jsou všichni vaši vojáci zabiti; dokud tento úkol není splněn, hra se neukončí. První na tahu je hráč, poté soupeř a pak se střídají až do konce.
Každý voják (X-COMu i cizáků) má množství vlastností, které určují, jak se bude v dané chvíli chovat. Nejdůležitější jsou čas a energie. Jednotka, která je na tahu, může čas využít k různým činnostem, jako je pohyb, střelba, zakleknutí, vyndání předmětu z batohu, hození věci kolegovi, výstup po schodech, znovunabití zbraně a podobně. Pokud čas vyčerpá, nic dalšího už udělat nemůže. V případě, že jí nějaký čas zbude, může opětovat palbu. Energie je důležitá v dlouhodobém měřítku, voják, který nese těžké vybavení a hodně se pohybuje, o ni rychle přijde. Její ztráta omezí stejně jako nedostatek času.
Kromě toho mají vojáci další atributy, jako přesnost střelby, postřeh, přesnost hodu, zdraví, odvahu, morálku a počet smrtelných zranění, pokud byl zasažen a "krvácí". Každý voják má na začátku hodnost „zelenáč“ a za bitvy, kterými prošel, a za zabité nepřátele postupně vylepšuje tyto vlastnosti a stoupá na žebříčku hodností.
V závislosti na tom, v jaké zeměpisné šířce se boj odehrává, je vygenerována mapa (mírný pás, poušť, zamrzlá krajina, džungle, hory).

### Rasy UFO
Každá rasa má i nějaký stroj nebo dva:
- Sektan - stroj Kyberdisk
- Hadom - stroj krysklad
- Levit - stroj Parak
- Muton - stroje Celatid a Silacoid
- Etheral - stroj Sektonoh

## Cíl hry
Hra skončí neúspěchem, pokud rada členských států dva měsíce po sobě oznámí, že je s činností X-COM výrazně nespokojena, dále když se X-COM příliš zadluží, když cizáci zničí všechny základny X-COM nebo po neúspěšném pokusu o zničení hlavní základny cizáků.
Jak hru ukončit úspěšně musí hráč zjistit výzkumem. Toto tajemství je hráči odhalováno postupně a s indiciemi, jak má pokračovat. Nakonec zjistí, jak se dostat k primární základně cizáků, a tu musí zničit.